# Broken Bells
Broken Bells é um grupo musical dos Estados Unidos, formado por Brian Burton (mais conhecido como Danger Mouse) e James Mercer. Seu primeiro disco, lançado em 2010, foi bem recebido pela crítica e fez certo sucesso nas paradas musicais em diversos países.

## História
Brian e James se conheceram na Dinamarca, no Festival de Roskilde, em 2004. Entretanto, só começaram a trabalhar juntos em 2008, e o negócio fluiu, fazendo com que os dois decidissem lançar um álbum.
| “ | Depois de meia hora nós já tínhamos uma música, e quatro ou cinco até o fim da semana. | ” |

Em setembro de 2009, os dois anunciaram que o álbum sairia no ano seguinte, e, dois meses depois, disponibilizaram a primeira música de trabalho, The High Road, para download no site oficial da banda.
No dia 9 de março de 2010, lançaram o álbum homônimo. Em 4 de fevereiro de 2014, lançaram seu segundo trabalho, intitulado After the Disco.

## Discografia
| Ano  | Álbum           | Posições nas paradas musicais | Posições nas paradas musicais | Posições nas paradas musicais | Posições nas paradas musicais | Posições nas paradas musicais |
| Ano  | Álbum           | EUA                           | EUA Rock                      | AUS                           | SUE                           | RU                            |
| ---- | --------------- | ----------------------------- | ----------------------------- | ----------------------------- | ----------------------------- | ----------------------------- |
| 2010 | Broken Bells    | 7                             | 3                             | 20                            | 40                            | 47                            |
| 2014 | After the Disco | 5                             | 1                             | 14                            | —                             | 12                            |